# 今野斗葵
今野 斗葵（こんの とあ、2011年11月3日 - ）は、日本の子役。NEWSエンターテインメント所属。

## 人物
- 趣味・特技 - 水泳、英語、合気道。

## バラエティ番組
- 天才てれびくん（2023年度レギュラー）
- ワルイコあつまれ子ども記者会見

## ドラマ
- 鎌倉殿の13人
- 孤独のグルメ Season9 第4話    （2021年7月31日、テレビ東京）  - 家族客・弟 役